# 아가 모하마드 샤
아가 모하마드 샤(페르시아어: آغا محمد خان قاجار; 1742년 3월 14일 ~ 1797년 6월 17일, آقا محمد شاه, Āghā Mohammad Šāh)는 1789년부터 1797년까지 왕(샤)로서 통치한 이란의 카자르 왕조를 세운 사람이다.

## 생애
아가 모하마드 샤의 통치는 중앙 집권화되고 통일된 이란의 귀환, 수도를 테헤란으로 이전(오늘날까지 이어짐)한 것을 특징으로 한다. 그는 특히 조지아의 재정복 기간 중에 잔인하고 탐욕이 많은 행동으로도 잘 알려져 있다. 그는 수도 트빌리시를 약탈하고 거주자들 다수를 학살했으며 일부 15,000명의 조지아 포획자들을 본토 이란으로 배치시켰다.

## 참고 문헌
- Amanat, Abbas (1997). 〈EBRĀHĪM KALĀNTAR ŠĪRĀZĪ〉. 《en:Encyclopædia Iranica, Vol. III, Fasc. 1》. 66–71쪽.
- Bakhash, S. (1983). 〈ADMINISTRATION in Iran vi. Safavid, Zand, and Qajar periods〉. 《en:Encyclopædia Iranica, Vol. I, Fasc. 5》. 462–466쪽.
- Perry, J. R. (1984). 〈ĀḠĀ MOḤAMMAD KHAN QĀJĀR〉. 《en:Encyclopædia Iranica, Vol. I, Fasc. 6》. 602–605쪽.
- Ghani, Cyrus (2001). 《Iran and the Rise of the Reza Shah: From Qajar Collapse to Pahlavi Power》. I.B.Tauris. 1–434쪽. ISBN 9781860646294. 2018년 2월 9일에 원본 문서에서 보존된 문서. 2019년 6월 4일에 확인함.
- Daryaee, Touraj (2012). 《The Oxford Handbook of Iranian History》. Oxford University Press. 1–432쪽. ISBN 0199875758. 2019년 1월 1일에 원본 문서에서 보존된 문서. 2019년 6월 4일에 확인함.
- Hambly, Gavin R.G (1991). 〈Agha Muhammad Khan and the establishment of the Qajar dynasty〉. 《The Cambridge History of Iran, Vol. 7: From Nadir Shah to the Islamic Republic》. Cambridge: Cambridge University Press. 104–144쪽. ISBN 9780521200950.
- Bosworth, Clifford Edmund (2007). 《Historic Cities of the Islamic World》. BRILL. 1–615쪽. ISBN 9789004153882. 2017년 3월 16일에 원본 문서에서 보존된 문서. 2019년 6월 4일에 확인함.
- Amanat, Abbas (1997). 《Pivot of the Universe: Nasir Al-Din Shah Qajar and the Iranian Monarchy, 1831-1896》. University of California Press. 1–536쪽. ISBN 9780520083219. 2017년 4월 19일에 원본 문서에서 보존된 문서. 2019년 6월 4일에 확인함.
- Perry, John R. (2011). 〈KARIM KHAN ZAND〉. 《Encyclopædia Iranica, Vol. XV, Fasc. 6》. 561–564쪽.
- Suny, Ronald Grigor (1994). 《The Making of the Georgian Nation》. en:Indiana University Press. 55쪽. ISBN 0253209153. 2018년 2월 9일에 원본 문서에서 보존된 문서. 2019년 6월 4일에 확인함.